# Phrynobatrachus annulatus
Espèce
Statut de conservation UICN

 EN B2ab(iii) : En danger
Phrynobatrachus annulatus est une espèce d'amphibiens de la famille des Phrynobatrachidae.

## Répartition
Cette espèce se rencontre en Côte d'Ivoire, au Ghana, en Guinée et au Liberia,.

## Publication originale
- Perret, 1966 : Les amphibiens du Cameroun. Zoologische Jahrbücher, vol. 93, p. 289-464.